# 청년 마르크스

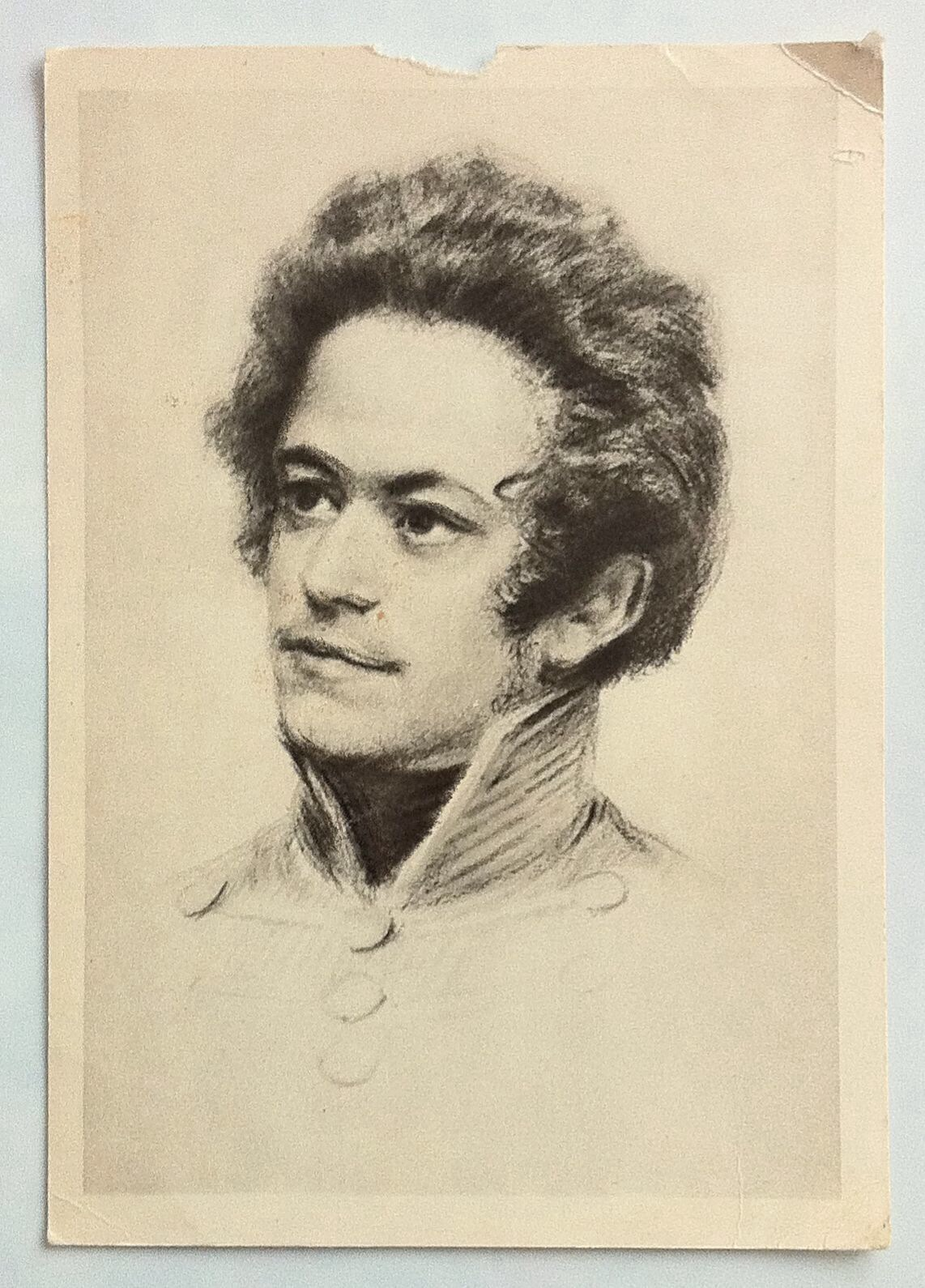
대학생 마르크스.

일부 학자들은 카를 마르크스의 사상이 전반기의 청년 마르크스(Young Marx)와 후반기의 장년 마르크스(Mature Marx) 사이에 단절(break)이 있다고 생각한다. 이런 주장에 따르면 청년 마르크스는 인간소외 문제에 집중했다는 점에서 루트비히 포이어바흐 등 청년헤겔학파와 아직 유사성이 많았고, 과학적 사회주의를 이론화하여 열망한 것은 성숙한 이후의 장년 마르크스였다.
이 문제가 논쟁의 대상이 되는 것은, 마르크스의 관심사가 철학에서 자본제 사회 분석으로 이행한 과정 및 논증과 관련되어 있기 때문이다. 마르크스가 1845년 이전에 작성한 원고들, 예컨대 『경철수고』 같은 것은 생전에 출판되지 않아서 1세대 마르크스주의 이론가들은 그것을 읽어볼 수도 없었다. 이 소위 "청년 마르크스" 저작들은 1927년에서 1932년 사이에야 처음 공개적으로 출판되기 시작했다.
정통마르크스주의에서는 마르크스가 점진적으로 장년기의 성숙한 과학적 사회주의를 향해 이행해나간 것이라고 독해한다. 예컨대 블라디미르 레닌은 마르크스의 최초의 성숙한 저작은 『철학의 빈곤』(1847)이라고 주장했다. 한편 마르크스주의 인본주의 입장에서는 헤겔철학의 영향을 받은 전기 마르크스와 후기 마르크스 사이의 연속성에 주목해서 마르크스의 사상에 단절이 있다는 주장을 부정한다. 청년 마르크스와 장년 마르크스의 단절을 특히 강조하여 아예 인식론적 단절이 있었다고 주장하는 학파로는 루이 알튀세르를 중심으로 한 구조주의적 마르크스주의가 있다.

## 같이 보기
- 앙드레 고르츠
- 반인문주의
- 찰스 라이트 밀스
- 상품물신성
- 장 폴 사르트르
- 마르크스주의 소외론
- 신좌파